# 強烈熱帶風暴塔拉斯 (2017年)
熱帶風暴塔拉斯（英語：Tropical Storm Talas，國際編號：1704，聯合颱風警報中心：WP062017）是2017年太平洋颱風季第4個被命名的熱帶氣旋。「塔拉斯」（國際音標：[tɐ'las]）一名乃由菲律賓所提供，意為銳利。塔拉斯活躍於2017年7月中旬，發展於西沙群岛附近的季風型低氣壓，主要往西北西的方向移動，在海南島西南側近海約50公里遠通過後，經北部湾，在16日晚間達到顛峰，17日凌晨登陸越南北中部，路徑較以往在7月登陸越南的熱帶氣旋有明顯的偏南，然後通過老挝，最後在金三角附近消散。

## 發展過程
塔拉斯發展於自6月底在南海徘徊的季風型低壓帶，但由於垂直風切變過大，遲遲無法發展，隨者行經海域的垂直風切逐漸減少，使得該系統有發展的機會，最早有氣象單位表示會與菲律宾附近的熱帶擾動合併後，並發展為熱帶氣旋侵襲珠三角，而後歐洲中期天氣預報中心預報會從广东西部登陸，到了7月12日，香港天文台在其九天天氣預報中表示，一個低壓區會在南海中部發展，並於該週週末（15日及16日）移向海南及北部灣一帶，隔日美國海軍研究實驗室給予南海中部的低壓區擾動編號94W，同日下午2時聯合颱風警報中心對其在24小時內形成為熱帶氣旋的機會評為低，14日上午臺灣中央氣象局表示在南海的低壓帶可能在隔天發展成輕度颱風，下午2時日本氣象廳率先將其升為熱帶低氣壓 ，隨後中央氣象局跟進，日本氣象廳於晚上9時25分對其發出烈風警報，隔日上午4時聯合颱風警報中心把其評級升為中。
然而，同日上午8時日本氣象廳預報會從海南岛西南側近海通過，但中國国家气象中心預報會登陸海南島西南側的陸地，上午10時30分聯合颱風警報中心把其評級升為高，並同步發出熱帶氣旋形成警報，由於中心結構鬆散，所以發展較為緩慢，儘管如此，同日下午3時日本氣象廳率先將其升為熱帶風暴，命名為塔拉斯，授予國際編號「1704」，幾分鐘後台灣中央氣象局將其升格為輕度颱風，而香港天文台在下午3時45分將其升格為熱帶低氣壓，隨後中國国家气象中心在下午5時將塔拉斯升格為熱帶風暴，而聯合颱風警報中心在下午10時將其升格為熱帶性低氣壓，編碼06W，並在下一次的報告中升為熱帶風暴，16日清晨中國國家氣象中心將預測路徑往南修正至從海南西南側近海通過，此時塔拉斯的北側開始有所發展，加上與海南島保持約50公里的距離，並建立往赤道方向流出的通道，使得強度開始較有顯著的增強，香港天文台在上午6時45分將其升格為熱帶風暴，同日下午2時中國國家氣象中心將其升格為強熱帶風暴，下午6時日本氣象廳將其升格為強烈熱帶風暴，晚上9時45分香港天文台跟隨。
塔拉斯在17日凌晨2時10分登陸於越南乂安省，登陸後受到陸地的摩擦力的影響，強度快速減弱，登陸不久日本氣象廳將其降格為熱帶風暴，中國國家氣象中心在凌晨4時也將其降格為熱帶風暴，同日清晨5時聯合颱風警報中心發出最後一份報告，香港天文台在上午6時45分將其降格為熱帶風暴，兩小時後中國國家氣象中心更進一步將其降格為熱帶低壓，並停止編號，同日下午5時香港天文台將其降格為熱帶低氣壓，45分鐘後日本氣象廳跟隨，香港天文台在晚上8時的天氣圖中將塔拉斯標記為低壓區，晚上10時中央氣象局將其降格為熱帶性低氣壓，隔日凌晨2時塔拉斯離開日本氣象廳天氣圖標記的範圍，3小時後香港天文台認為塔拉斯已消散，中央氣象局在天氣圖上將塔拉斯標記為低壓區，並在下一次的報告中認為塔拉斯已消散。
中國國家氣象中心在2018年5月1日發佈的「2017年熱帶氣旋最佳路徑數據」中，把塔拉斯的強度從每秒28米（每小時100公里）下調至每秒25米（每小時90公里），並把塔拉斯的中心氣壓上調至988百帕斯卡。

## 影響

### 中國大陸
当地发布之最高台风预警信号： 颱風藍色預警信號
海南省气象局在7月14日發布台风蓝色预警，當時中心位於西沙群島附近的海面上，估計在15日晚間至16日凌晨登陸海南島，預計會對海南島東南部帶來百多毫米的降水量，由於塔拉斯逐漸接近，在15日下午4時琼州海峡所有船班停駛，2小時後國家氣象中心發布台风蓝色预警信号，當時塔拉斯集結於海南陵水东南方约250公里的海面上，應風雨過大，導致環繞海南島的高速鐵路及粤海铁路停駛，並且71個航空班次停駛，颱風在通過海南東南側近海時，出現較大風勢，將部分樹枝吹斷而影響交通，並導致五指山地區大約130人受困，以及在南鹏岛旅遊的63驴友受困；由於逐漸遠離中國，國家氣象中心在17日上午6時解除颱風藍色預警，當時塔拉斯位於老挝波里坎赛省的陸地上，截至17日14時33分，塔拉斯約造成13.5萬人受災，3.3萬人緊急安置，2100公頃的耕地受損，經濟損失為2400萬人民币。

### 香港
14日香港天文台表示，位於南海中部的低壓區正為該區帶來不穩定的天氣，在塔拉斯與副熱帶高壓脊的共同影響下，15日晚間至16日上午可能會有較大的風勢及雨勢，但塔拉斯與香港保持500多公里的距離，香港天文台最後沒有發出一號戒備信號。

#### 後續影響，豪雨連場
雖然塔拉斯最終沒有引致天文台發出熱帶氣旋警告信號，但在塔拉斯的強雷雨帶與副熱帶高壓脊疊加下，令香港受活躍偏東氣流影響，持續出現頻密狂風大雨及強雷暴；天文台在7月17日至7月18日更需要五次發出暴雨警告信號（由發出信號至取消所有信號視為一次）。天文台在7月17日至7月18日的兩天錄得的雨量共318.9毫米。

### 越南
為了防範塔拉斯，在越南北部的城市在登陸前就準備應付可能帶來的災害，而在廣寧省和河静省海域活動的船隻迅速返回港口避難，登陸時帶來每小時100公里的陣風，吹斷了樹枝，餐廳被迫提早打烊躲避風暴，6000多間房屋的屋頂被吹掀，有1人因房屋被吹塌而罹難，而後大雨造成多出淹水，導致陸空交通癱瘓，在海上的貨輪因風浪太大而沉沒，也造成至少3人罹難，有3人仍在搜救中，數十艘船隻被5米高的巨浪打上岸，造成7人受傷；截至7月27日，共造成14人罹難，3人失蹤，近5萬公頃的耕地受損，經濟損失為125億越南盾。

## 熱帶氣旋信號使用紀錄

### 中國大陸
| 國家氣象中心 颱風預警信號 | 國家氣象中心 颱風預警信號 | 國家氣象中心 颱風預警信號 |
| ------------------------- | ------------------------- | ------------------------- |
| 上一熱帶氣旋              | 颱風藍色預警信號          | 下一熱帶氣旋              |
| 強熱帶風暴苗柏            | 颱風藍色預警信號          | 熱帶風暴洛克/熱帶風暴桑卡 |

## 外部連結
| 太平洋颱風季             |
| 主題頁 - 專題 - 編輯指南 |

- （英文）颱風2000：各氣象部門對塔拉斯的預測路徑集合 （页面存档备份，存于）
- （英文）美國太空總署：相關資料 （页面存档备份，存于）
- （日語）日本氣象廳：數位颱風網資料（日文版 （页面存档备份，存于）、英文版 （页面存档备份，存于））、1704最佳路徑數據（日文版 （页面存档备份，存于）、英文版 （页面存档备份，存于））、2017年熱帶氣旋最佳路徑圖（日文版 （页面存档备份，存于）、英文版 （页面存档备份，存于））、2017年熱帶氣旋最佳路徑數據 （页面存档备份，存于） （页面存档备份，存于）
- （英文）美國聯合颱風警報中心：06W最佳路徑數據 （页面存档备份，存于）、塔拉斯最佳路徑圖 （页面存档备份，存于） （页面存档备份，存于）
- （英文）美國海軍研究實驗室：06W檔案 （页面存档备份，存于）
- （简体中文）中國國家氣象中心：2017年熱帶氣旋最佳路徑數據 （页面存档备份，存于）
- （繁體中文）臺灣交通部中央氣象局：颱風資料庫——塔拉斯
- （繁體中文）香港天文台：2017年7月熱帶氣旋概述 （页面存档备份，存于）、實時天氣稿（7月15日 （页面存档备份，存于）－16日 （页面存档备份，存于）－17日 （页面存档备份，存于））